# 東根室駅
東根室駅（ひがしねむろえき）は、北海道（根室振興局）根室市光洋町2丁目にあった北海道旅客鉄道（JR北海道）根室本線（花咲線）の駅（廃駅）である。事務管理コードは▲110456。開業から廃止まで東経145度35分50秒、北緯43度19分24秒に位置しており、日本最東端の駅であった。

## 歴史
- 1961年（昭和36年）

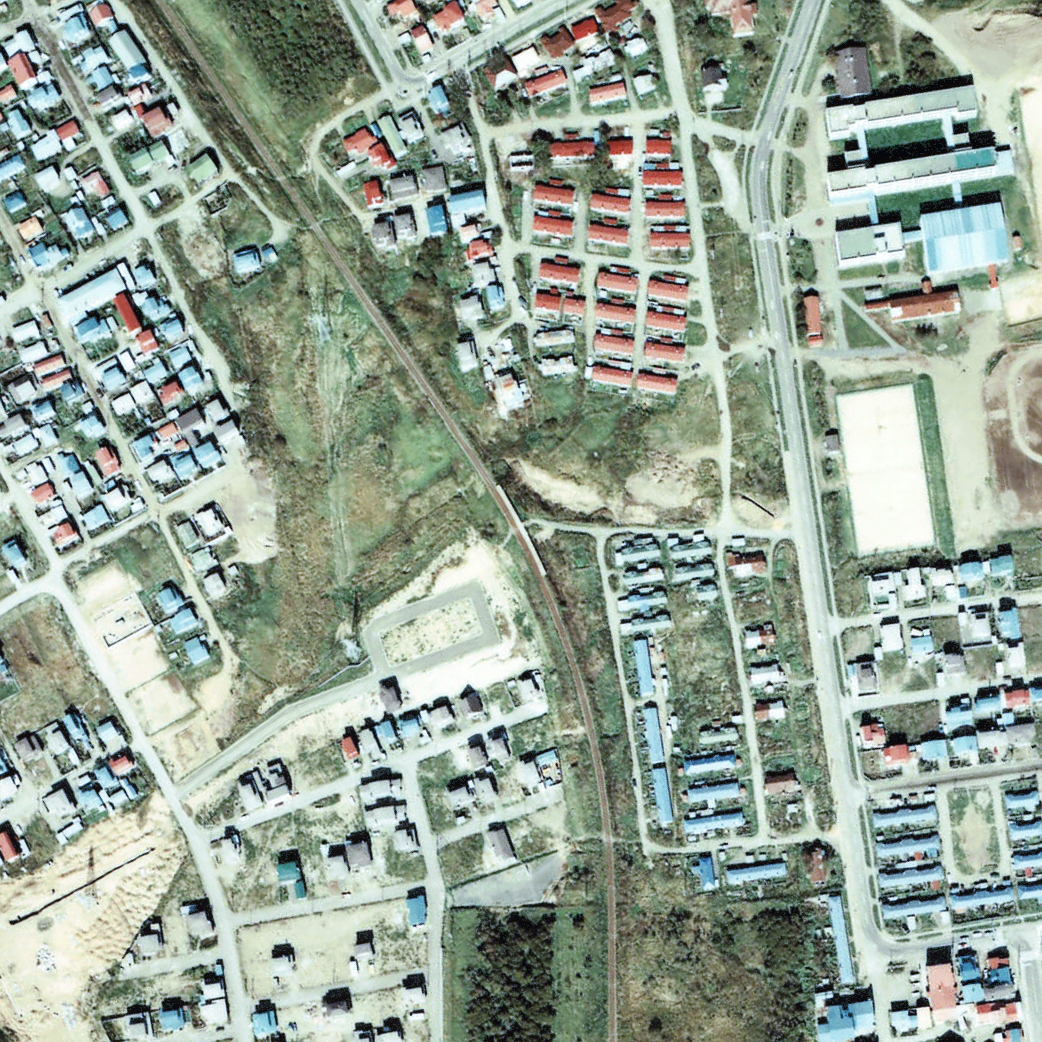
1978年の東根室駅と周囲500m範囲。左上が根室駅方面。仮乗降場スタイルの簡易型ホーム1面1線。

  - 2月1日：日本国有鉄道根室本線花咲駅 - 根室駅間に東根室仮乗降場として開業[5][6][注釈 2]。
  - 9月1日：同日付で正規の駅となる。気動車の旅客のみを取り扱う旅客駅（無人駅）として開業[7][8]。
- 1987年（昭和62年）4月1日：国鉄分割民営化に伴い、北海道旅客鉄道（JR北海道）の駅となる[1]。
- 2024年（令和6年）8月23日：同日付「北海道新聞」にて、JR北海道が当駅を2025年（令和7年）春に廃止することを検討している旨が報道される[新聞 3]。2022年までの1日平均乗車人数が10人以上の駅としては初。
- 2025年（令和7年）3月15日：同日のダイヤ改正で廃止[JR北 2]。これに伴って隣の根室駅が日本最東端の駅となった[新聞 4]。

### 駅名の由来
根室の東方に位置することから。

## 駅構造
築堤上に位置する無人駅（根室駅管理）で、根室方面に向かって右側に1面1線の単式ホームが設けられていた。駅舎はないが、日本最東端の駅の記念碑が設置されていた。

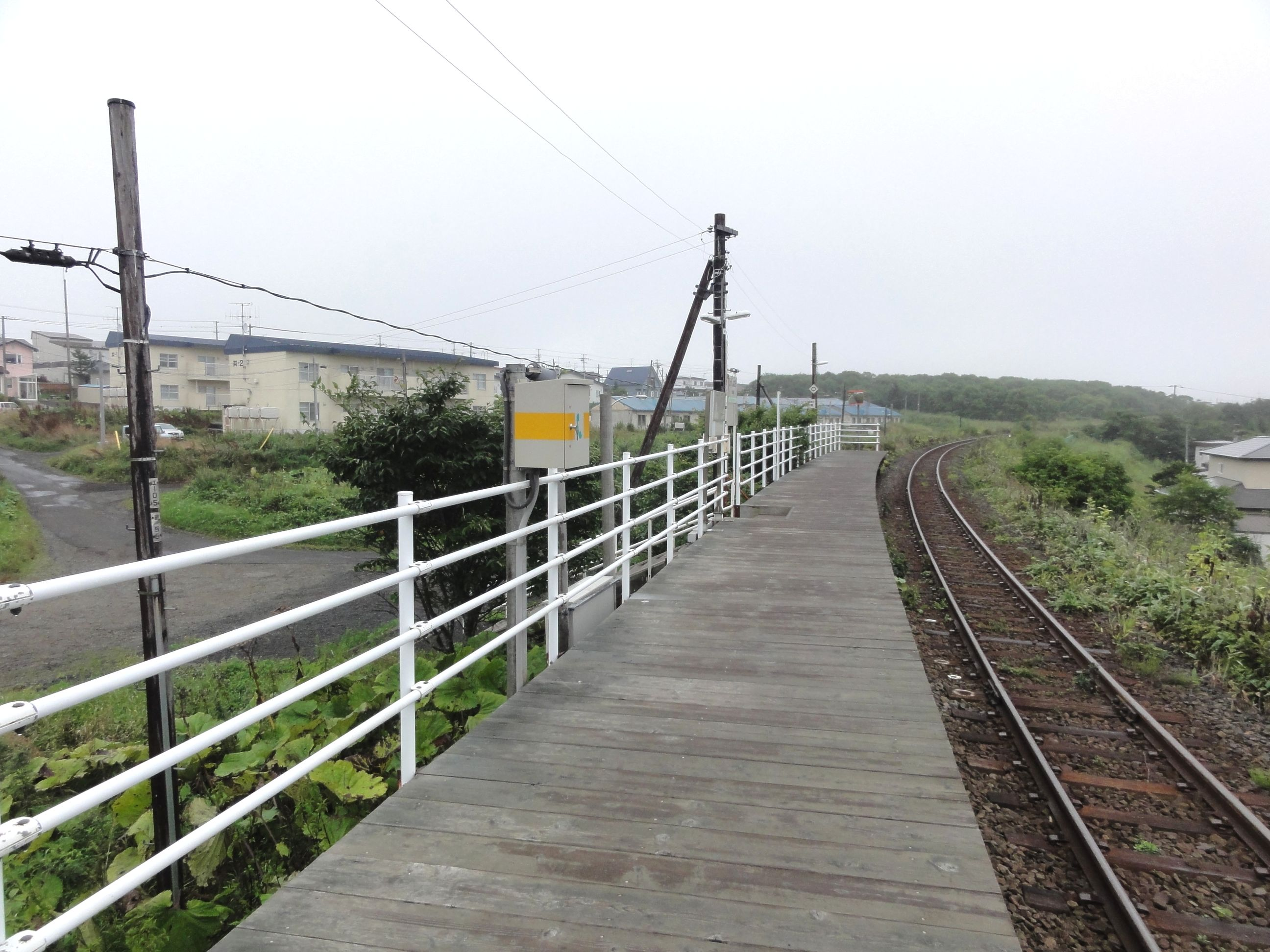
旅客駅時代のホーム（2011年8月）
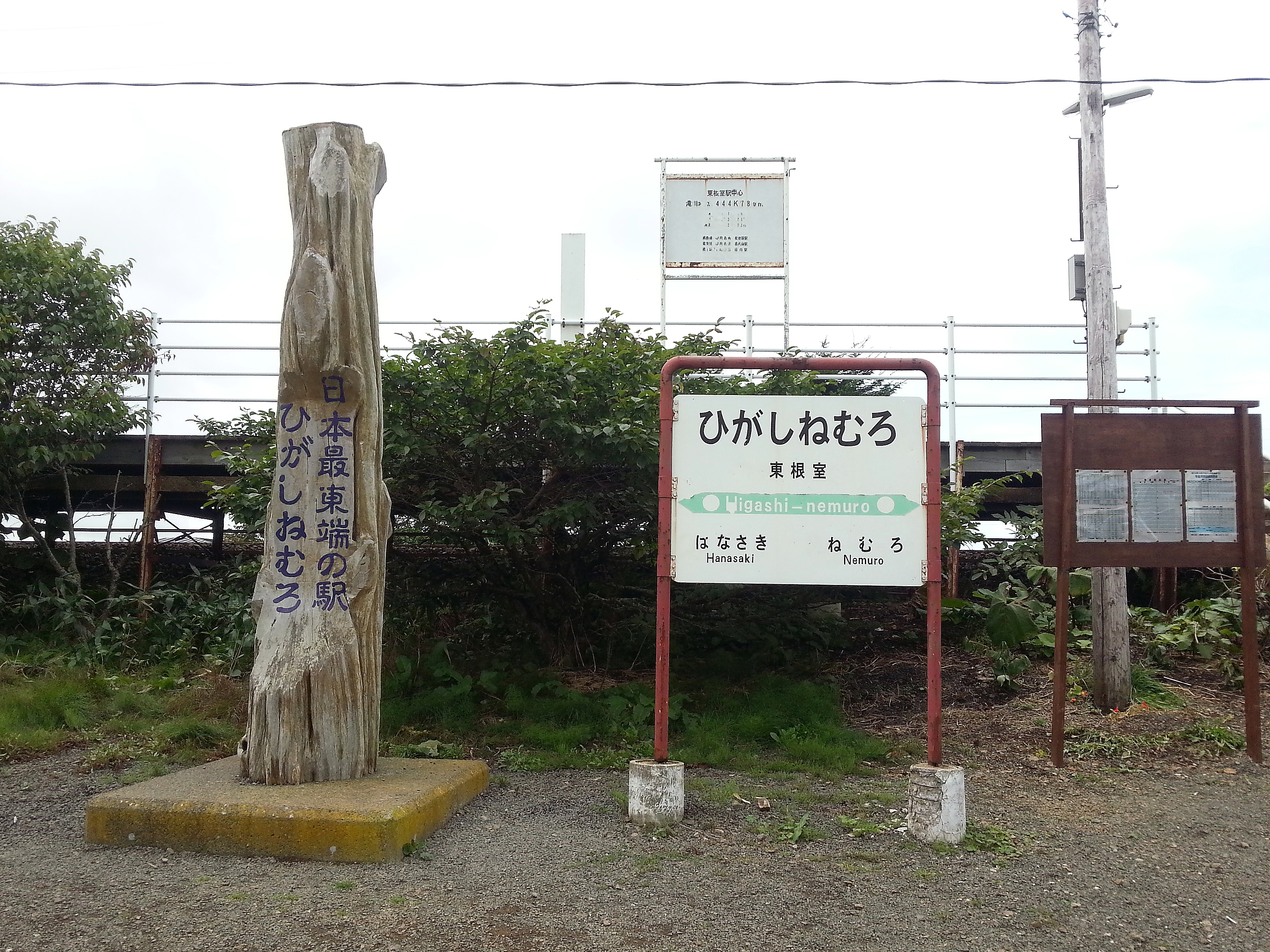
旅客駅時代にあった日本最東端の駅の記念碑と駅名標（2013年9月）

## 観光利用促進の取組

### 到達証明書
2025年の廃止まで日本最東端の駅であったことから、2017年から根室駅に隣接する根室市観光インフォメーションセンターで「最東端駅 東根室到達証明書」を配布していた。到達証明書のデザインは何度か変更されている。

### 駅弁
2018年6月1日より、花咲線区間での「ご当地弁当」を楽しむ取り組みとして、東根室駅を発着する一部列車（上り3本）で、ホームまで以下に記す駅弁を届けて販売するサービスを実施していた（いずれも事前予約制）。
- 焼きさんま寿司
- やきとり弁当

## 利用状況
乗車人員の推移は以下のとおりであった。年間の値のみ判明している年については、当該年度の日数で除した値を括弧書きで1日平均欄に示す。乗降人員のみが判明している場合は、1/2した値を括弧書きで記した。
また、「JR調査」については、当該の年度を最終年とする過去5年間の各調査日における平均である。
| 年度               | 乗車人員（人） | 乗車人員（人） | 乗車人員（人） | 出典        | 備考 |
| 年度               | 年間           | 1日平均        | JR調査         | 出典        | 備考 |
| ------------------ | -------------- | -------------- | -------------- | ----------- | ---- |
| 1978年（昭和53年） |                | 5              |                | [ 11 ]      |      |
| 2016年（平成28年） |                |                | 13.2           | [ JR北 4 ]  |      |
| 2017年（平成29年） |                |                | 15.4           | [ JR北 5 ]  |      |
| 2018年（平成30年） |                |                | 13.0           | [ JR北 6 ]  |      |
| 2019年（令和元年） |                |                | 13.0           | [ JR北 7 ]  |      |
| 2020年（令和02年） |                |                | 13.4           | [ JR北 8 ]  |      |
| 2021年（令和03年） |                |                | 12.8           | [ JR北 9 ]  |      |
| 2022年（令和04年） |                |                | 10.8           | [ JR北 10 ] |      |

## 駅周辺
住宅地が広がる。付近に航空自衛隊根室分屯基地（主な部隊は「第26警戒隊」・「第2収集隊」・「根室分遣班」の3つ）がある。根室高校の生徒も通学で利用していた。
- 光洋簡易郵便局
- 根室市立光洋中学校
- 北海道根室高等学校
- 根室交通バス「光洋中学校前」停留所[12]

## 隣の駅
北海道旅客鉄道（JR北海道）
根室本線（花咲線）（当駅廃止時点）
西和田駅 - *花咲駅 - 東根室駅 - 根室駅
*：打消線は廃駅